# 태풍 폴리 (1968년)
태풍 폴리(POLLY)는 1968년 8월 7일에 발생한 1968년 태풍 제7호이다.

## 개요
태풍 폴리는 발생 후 당분간 서북서~북서진하면서 일본 혼슈 섬 남쪽으로 향하는 진로를 탔는데 갑자기 남서쪽으로 진로를 틀어 동중국해로 향했다. 그 후, 동중국해에서 진로를 다시 북동으로 틀어 한반도 부근을 통과하였다. 그 후 태풍이 한반도에 직접적인 영향을 미쳤다.
특히, 경상도와 전라남도 여수 인근에서는 15일부터 17일 (8월) 사이 태풍의 영향력이 집중되면서 많은 비가 내리고 강풍이 불었는데, 이로 인해 50여명에 가까운 사망자와 실종자가 발생했다.

## 주요 관측값

### 최저해면기압
- 부산 985.3hPa
- 울릉도 987.5hPa
- 울산 988.0hPa
- 통영 991.5hPa[1]

### 최대풍속
- 부산 21.7m/s
- 제주 17.2m/s
- 속초 15.3m/s
- 울산 15.0m/s[1]

### 최대순간풍속
- 부산 32.4m/s
- 울릉도 27.0m/s
- 울산 23.7m/s
- 제주 21.8m/s[1]

### 일최다강수량
- 대구 170.0mm
- 여수 158.1mm
- 통영 116.5mm
- 부산 111.8mm[1]

### 총 강수량 (8월 15~17일)
- 여수 219.3mm
- 대구 196.0mm
- 통영 118.5mm
- 부산 113.8mm[1]